# Free Fall
Pour les articles homonymes, voir Free Fall (homonymie).
Albums de Jimmy Giuffre
Flight, Bremen 1961
(1961) Night Dance
(1971)
Free Fall est un album du saxophoniste et clarinettiste de jazz Jimmy Giuffre sorti en 1962 chez Columbia Records. C'est le troisième album, après Fusion et Thesis, enregistré dans le cadre du trio formé avec Paul Bley et Steve Swallow.
L'album original est constitué de cinq solos de clarinette, deux duos de clarinette et contrebasse, et trois morceaux en trio. L'édition CD ajoute cinq solos de clarinette et un morceau en trio. L'influence de Darius Milhaud, Stravinsky ou Messiaen y est sensible.
Thom Jurek dit de cet album que c'est « l'un des plus révolutionnaires sorti dans les années 60. » Littéralement personne n'était prêt, en 1962, à écouter la musique radicale de Free Fall. À la suite d'un set en club où ils s'étaient fait 35 cents chacun, le groupe se sépare, peu de temps après cet enregistrement.

## Liste des titres
Toute la musique est composée par Jimmy Giuffre.
| No  | Titre                  | Durée |
| --- | ---------------------- | ----- |
| 1.  | Propulsion (solo)      | 3:08  |
| 2.  | Three We (trio)        | 4:13  |
| 3.  | Ornothoids (solo)      | 2:46  |
| 4.  | Dichotomy (duo)        | 4:00  |
| 5.  | Man Alone (solo)       | 2:20  |
| 6.  | Spasmodic (trio)       | 3:29  |
| 7.  | Yggdrasill (solo)      | 2:34  |
| 8.  | Divided Man (duo)      | 1:56  |
| 9.  | Primordial Call (solo) | 3:26  |
| 10. | The Five Ways (trio)   | 2:20  |

Pistes supplémentaires sur l'édition CD
| No  | Titre                   | Durée |
| --- | ----------------------- | ----- |
| 11. | Present Notion (solo)   | 10:22 |
| 12. | Motion Suspended (trio) | 3:44  |
| 13. | Future Plans (solo)     | 3:18  |
| 14. | Past Mistakes (solo)    | 3:58  |
| 15. | Time Will Tell (solo)   | 2:07  |
| 16. | Let's See (solo)        | 3:51  |

## Musiciens
- Jimmy Giuffre - Clarinette, saxophone ténor et baryton
- Paul Bley - Piano
- Steve Swallow - Contrebasse